# Carmencita Reyes
Carmencita Ongsiako Reyes (San Juan, 9 november 1931 – Taguig, 7 januari 2019) was een Filipijns politica. Reyes was van 1978 tot 1986 parlementslid in het Batasang Pambansa, van 1987 tot 1998 en van 2007 tot 2010 afgevaardigde in het Filipijns Huis van Afgevaardigden en van 1998 tot 2007 en van 2010 tot 2019 gouverneur van Marinduque.

## Biografie
Carmencita Reyes werd geboren als Carmencita Ongsiako op 9 november 1931 in San Juan in de Filipijnse provincie Rizal, tegenwoordig gelegen in Metro Manilla. Haar ouders waren dr. Ramon J. Ongsiako, een otorinolaryngoloog en Carmen de la Paz, een zakenvrouw. De familie was erg welvarend. Haar moeder had onder meer veel grond verworven in Manilla op strategische locaties ten noorden van de Pasig. Na het voltooien van de middelbare schoolopleiding aan het College of the Holy Spirit in Manilla, behaalde ze een Bachelor of Science-diploma Handel aan de University of Santo Tomas. Daarna voltooide Reyes een doctoraat in Maatschappelijk Werk aan de Philippine Women's University. Reyes slaagde tevens voor het toelatingsexamen voor accountants in de Filipijnen (CPA).
Reyes was in 1971 een van de leden van de Constitutionele Conventie die een nieuwe Filipijnse Grondwet ontwierpen. Ze was onder meer voorzitter van de commissie voor sociale en economische rechten tijdens deze conventie. Van 1978 tot 1984 was ze parlementslid in het interim Batasang Pambansa, het Filipijns parlement in de periode dat de Filipijnen op dictatoriale wijze werden geregeerd door president Ferdinand Marcos. In juli 1979 werd ze naast haar functie in het parlement ook nog door Marcos benoemd in zijn kabinet for Social Services. Van 1984 tot de val van Marcos na de EDSA-revolutie in 1986 was ze lid van het regulier Batasang Pambansa. 
Na de val van Marcos en de inwerkingtreding van de nieuwe Filipijnse Grondwet werd het oorspronkelijke tweekamerige parlement weer in ere hersteld. Reyes was van 1987 tot 1998 namens het kiesdistrict van Marinduque lid van het Filipijns Huis van Afgevaardigden. Bij de verkiezingen van 1998 werd Reyes gekozen als gouverneur van de provincie Marinduque. Na maximale drie termijnen keerde ze in 2007 weer voor een termijn terug in het Huis. Vanaf de verkiezingen van 2010 werd ze opnieuw drie maal achtereen gekozen tot gouverneur van Marinduque.
Reyes overleed in 2019 op 87-jarige leeftijd, enkele maanden voor het einde van haar zesde termijn als gouverneur. Ze was getrouwd met Edmundo M. Reyes, voormalig Commissioner (hoofd) van het Bureau of Immigration in de periode Marcos. Samen kregen ze vijf kinderen; vier dochters en een zoon. Hun zoon Edmundo Reyes jr. werd ook politicus. Carmencita had twee zussen: Imelda en Myriam. Haar zus Imelda trouwde met Ramon Cojuangco, uit de invloedrijke Cojuangco familie, en latere topman van de Philippine Long Distance Telephone Company. Myriam trouwde met Rodolfo Monteliban, een zoon van Alfredo Montelibano sr..